# Олексіївка (Ніжинський район)
Олексі́ївка — село в Україні, у Бахмацькій міській громаді Ніжинського району Чернігівської області. Населення - до 30 осіб (2006 - 89 осіб).

## Історія
Село виникло на початку ХХ століття в період Столипинської реформи.
У 1908 поміщик Кочубей назвав село Олексіївкою на честь сина царя Микола II - Олексія.
12 червня 2020 року, відповідно до розпорядження Кабінету Міністрів України № 730-р «Про визначення адміністративних центрів та затвердження територій територіальних громад Чернігівської області», увійшло до складу Бахмацької міської громади.
19 липня 2020 року, в результаті адміністративно-територіальної реформи та ліквідації Бахмацького району, село увійшло до складу Ніжинського району Чернігівської області.